# 코네티컷 타협
대타협(the Great Compromise)은 미합중국의 필라델피아 헌법회의에서 코네티컷주 소속 로저 셔먼의 중재로 제기된 헌법 개정 방안이다. 코네티컷 주에 의해 이루어져서, '코네티컷 타협'(Conneticut Compromise)으로 불리기도 한다.

## 주요내용
현재의 미합중국의 헌법 형태와 대체로 유사하다.
1. 양원제 채택 (상원 - 주의회에서 간접선출·각 주 동수 '2인', 하원 - 직접선거)[1]
2. 행정수반(대통령)은 선거인단에 의한 간접선출
3. 사법부 판사는 대통령이 임명, 상원의 동의 필요
4. 연방법은 최고의 법률(National Supremacy)
5. 노예수입금지는 1808년까지 20년간 유보, 노예인구는 일반인의 3/5 수준으로 계산[2]

## 같이 보기
- 버지니아 안
- 뉴저지 안